# Francesco Corti
Francesco Corti (Arezzo, 1984) is een Italiaans klavecimbelspeler en organist. 

## Levensloop
Geboren in een muzikale familie, ontving Corti zijn eerste onderricht van zijn moeder A. Seggi en vervolgens van G. Giustarini.
Hij studeerde orgel en orgelcompositie bij W. van de Pol aan het "Morlacchi" Conservatorium in Perugia, vervolgens klavecimbel bij A. Fedi aan de Conservatoire Superieur de Musique in Genève en aan het Conservatorium van Amsterdam bij Bob van Asperen.
Hij volgde ook meestercursussen bij Christophe Rousset, Gustav Leonhardt, M. Meyerson, Bernard Winsemius, E. Kooiman, L. Tamminga, Luigi Ferdinando Tagliavini en nam deel aan sessies zoals de Zomeracademie voor Organisten in Haarlem, de Académie Musicale in Villecroze en de Accademia Chigiana in Siena.
In 2006 behaalde hij de Eerste prijs in het international klavecimbelconcours Johann Sebastian Bach in Leipzig.
In 2007 behaalde Corti de Tweede prijs in het internationaal klavecimbelconcours, georganiseerd in het kader van het Festival Musica Antiqua in Brugge.
Hij heeft een vroege start genomen in zijn carrière als solist, met optredens in Europa, de Verenigde Staten, Mexico, IJsland, Japan en Nieuw-Zeeland.
Sinds 2007 verzorgde hij de basso continuo, het orgel en het klavecimbel bij Les Musiciens du Louvre-Grenoble onder Marc Minkovski. Hij speelde ook met andere bekende ensembles, zoals Le Concert des Nations (Jordi Savall), La Scintilla (A. Pesch), Ensemble Zefiro (A. Bernardini), Ensemble Elyma (G. Garrido) en Musica ad Rhenum (J. Wenz). Hij trad op tijdens het Bachfest in Leipzig, het Festival van Radio France in Montpellier, de Mozart-Wochen in Salzburg, alsook in het Concertgebouw Amsterdam, de Bozar in Brussel, de Salle Pleyel in Parijs, het Mozarteum en het Huis voor Mozart in Salzburg.

## Discografie
- In 2007 maakte hij zijn eerste opname: Suites van Louis Couperin, opgenomen op een origineel Ruckersinstrument in Neuchâtel.
- Georg Friedrich Händel, de Volledige Werken voor blokfluit, met Erik Bosgraaf, 2008
- Georg Friedrich Händel, Music for the Royal Fireworks en 3 Concerti a due Cori, met Zefiro, dirigent Alfredo Bernardini, 2008
- Georg Friedrich Händel, Water Music, Rodrigo Suite, met Les Musiciens du Louvre - Grenoble, dirigent Marc Minkowski, 2009
- Johann Sebastian Bach, Partitas, BWV 825-830, 2010
- Girolamo Frescobaldi and the south, 2023